# كلية الطب بجامعة سانت لويس
جامعة سانت لويس مدرسة الطب (بالإنجليزية: Saint Louis University School of Medicine)‏ هي إحدى الكليات لتدريس الطب في الولايات المتحدة الأمريكية. تقع في مدينة سانت لويس في ولاية ميزوري الأمريكية. نوع الشهادة الطبية التي يتم تحصيلها هناك هي دكتور في الطب.

## معرض صور

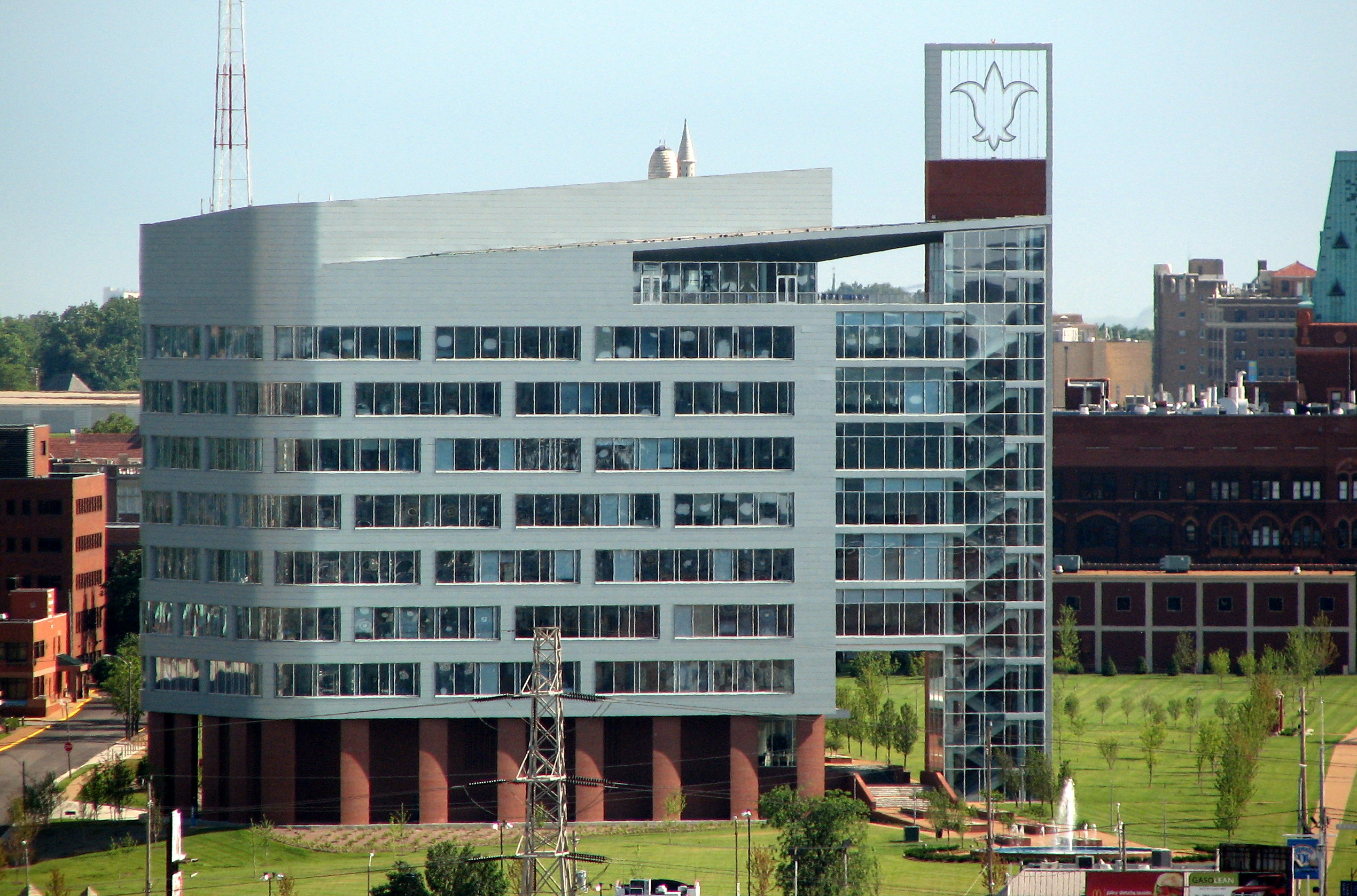
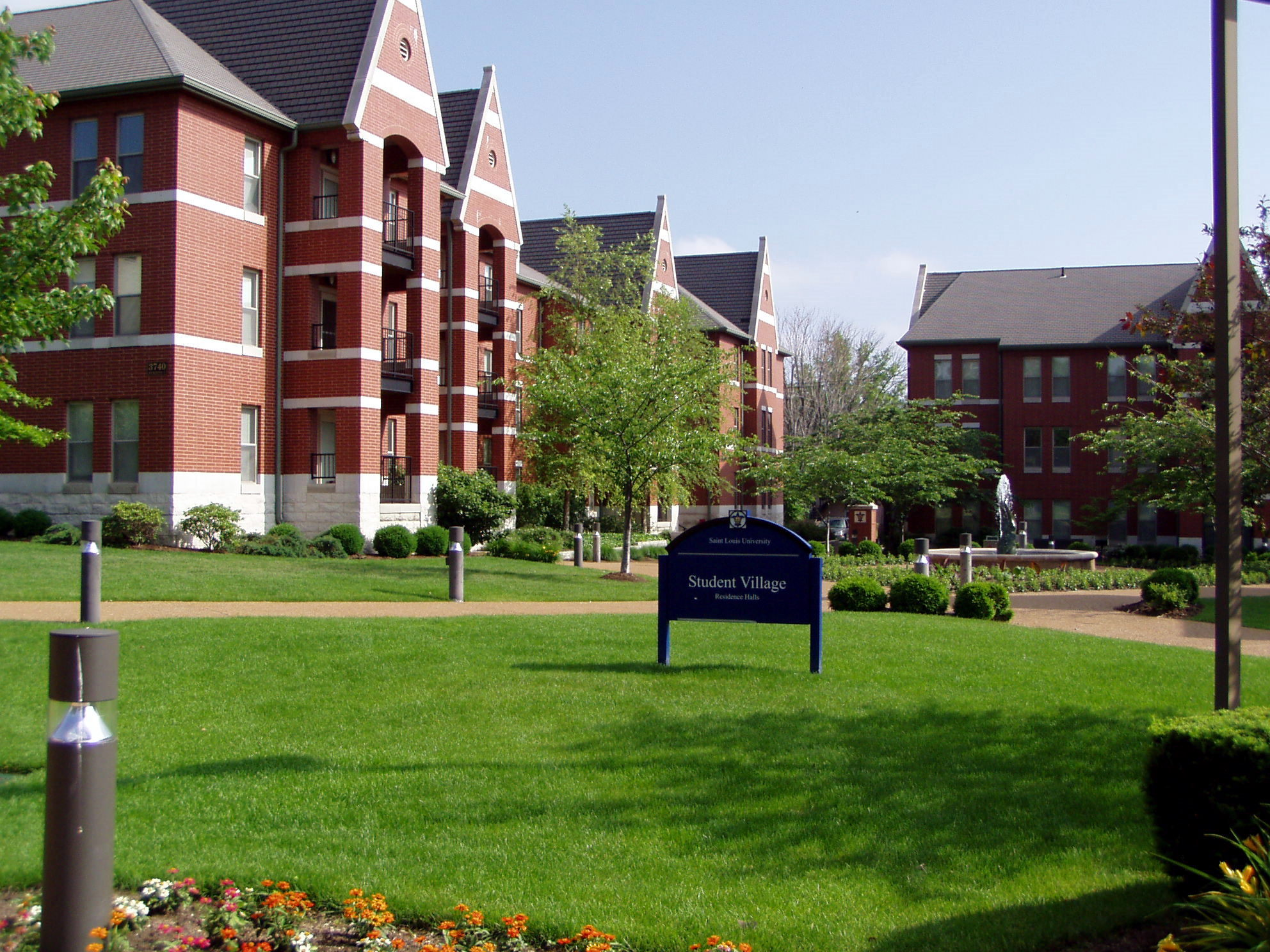
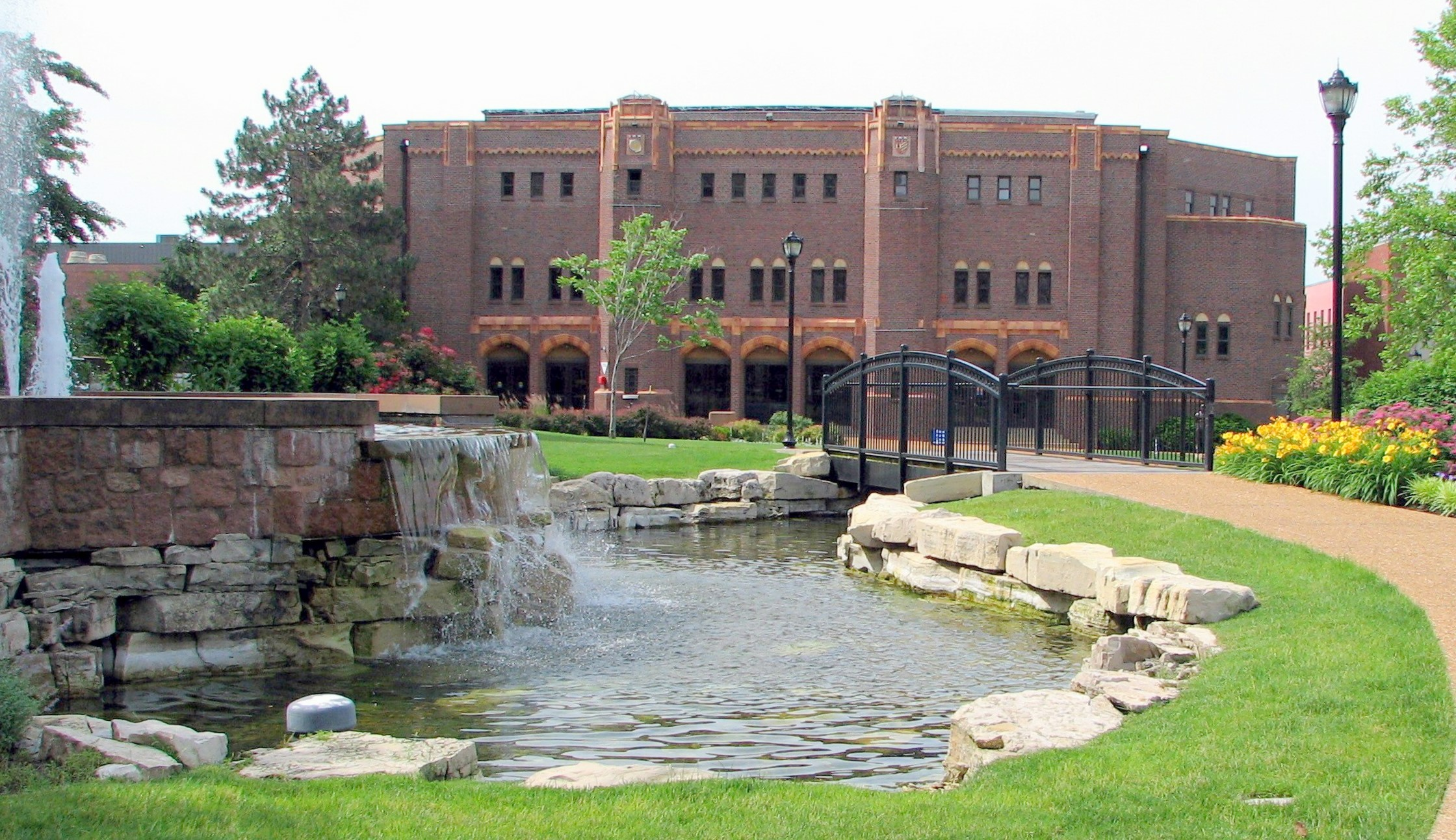
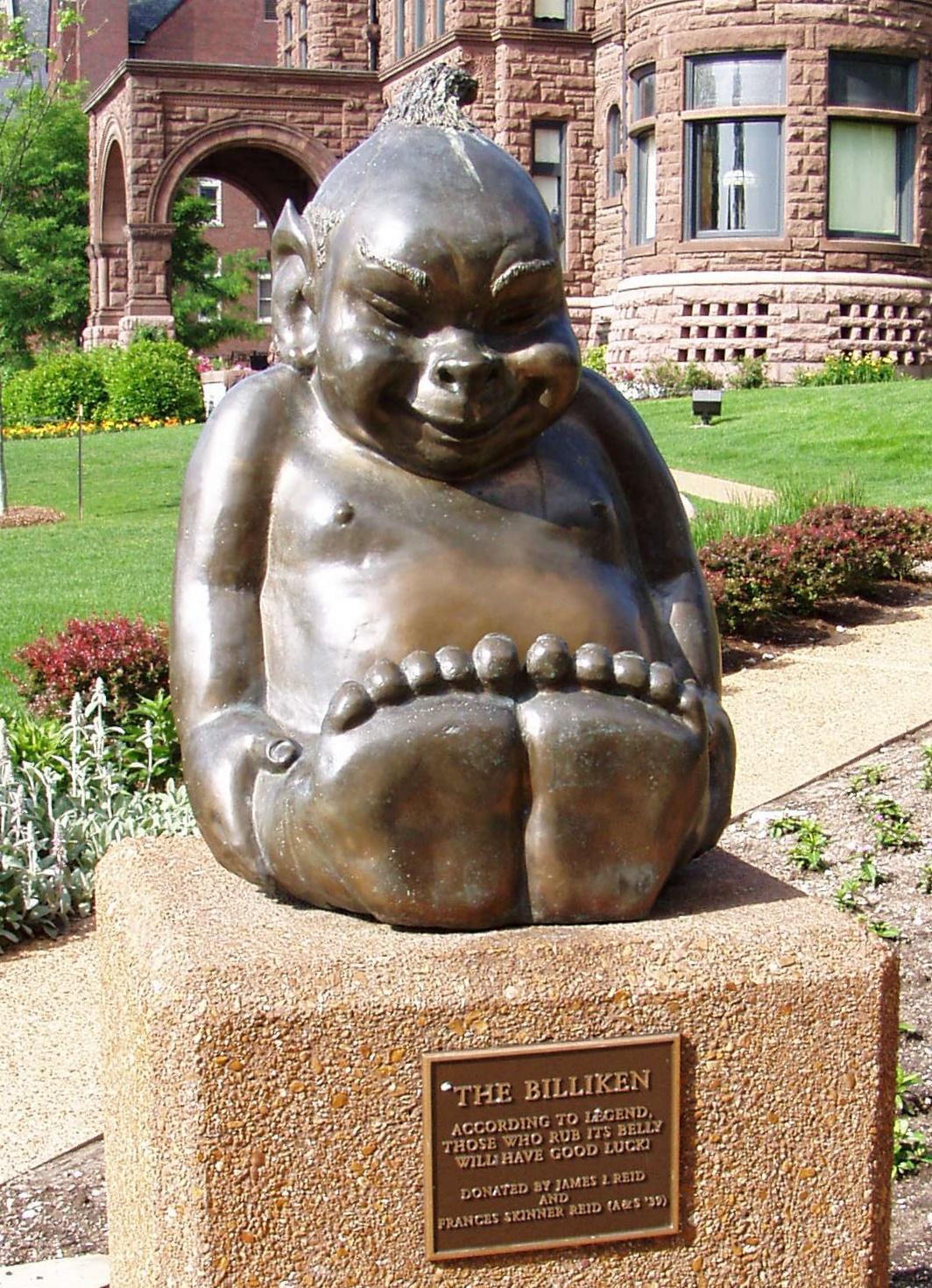
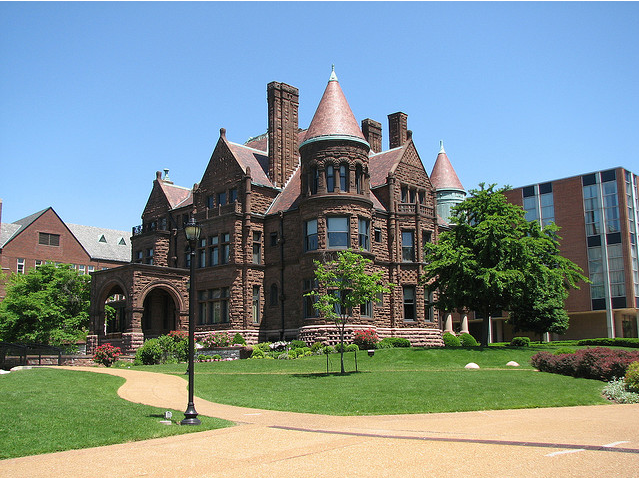